# Patrick Chila
Pour les articles homonymes, voir Chila (homonymie).
Patrick Chila est un pongiste français né le 27 novembre 1969 à Ris-Orangis, il mesure 1,80 m pour 78 kg.

## Biographie
Il a commencé le tennis de table à l'âge de neuf ans.
Son style de jeu : gaucher, attaquant dominante rotation à mi-distance. Il est quadruple champion de France (1998, 2003, 2007 et 2008) et a obtenu une médaille de bronze aux Jeux olympiques de Sydney en double avec Jean-Philippe Gatien. Il a annoncé sa retraite internationale après sa participation aux Jeux olympiques de Pékin en 2008.
En 2010, il devient l'entraîneur de l'équipe fanion de Levallois, avec lequel il remporte déjà son premier titre de champion de France en tant qu'entraîneur et atteint sa première finale de coupe d'Europe.
En 2014 il est l'entraîneur de l'équipe de France lors des championnats du monde par équipe à Tokyo ; l'équipe atteint la 13e place, soit le meilleur résultat depuis 2006.
En 2016, dans le cadre des ITTF Star Awards (en), il est consacré parmi les plus grands entraîneurs mondiaux avec une nomination en finale aux côtés de l'anglais Alan Cooke et du chinois Liu Guoliang.
Patrick Chila est désigné comme capitaine du relais et premier éclaireur du passage la flamme olympique des Jeux olympiques d'été de Paris 2024 pour le département Maine-et-Loire lors de l’étape de La Romagne.

## Palmarès

### Joueur
Meilleur classement mondial : n°15 - janvier 1999
- 2008
  -  Champion de France Simple – Antibes
  - Qualifié pour les Jeux olympiques de Pékin (sa 5e participation aux JO).
- 2007
  -  Champion de France Simple – Orléans
  -  Vice-champion de France Double (Dany Lo) - Orléans
- 2006
  -  Vice-champion de France Double (Dany Lo) – Dinan
  -  Médaille d'or Double (Werner Schlager) - Pro Tour d'Allemagne
- 2005
  - Médaille de Bronze Simple – Open de Russie
  - Médaille de Bronze Double (Cédric Cabestany) – Championnats de France – Mondeville
  - Médaille de Bronze Simple – Championnats de France – Mondeville
- 2004
  - Médaille d’Argent Double (Damien Éloi) – Open d’Autriche
  - Médaille de Bronze Simple – Championnats de France – Laval
  - Vainqueur de la Ligue des Clubs Champions (avec la Villette Charleroi Belgique)
- 2003
  -  Champion de France Simple – Mulhouse
  - Champion de France Double (Jean-Philippe Gatien) – Mulhouse
  - Vainqueur de la Ligue des Clubs Champions (avec la Villette Charleroi Belgique)
  - Qualification pour les J.O. d’Athènes à l’issue du tournoi de qualification en novembre – Luxembourg
- 2002
  - Médaille de bronze Top 12 Européen – Rotterdam
  - Médaille d’argent Double (Damien Éloi) - Internationaux d'Égypte
  - Vice-champion de France Simple – Rennes
  - Médaille de Bronze Double (Damien Éloi) – Championnats de France - Rennes
  - Médaillé de Bronze par Équipes – Championnats d’Europe à Zagreb (Croatie)
  - Médaillé de Bronze Double (Damien Éloi) – Championnats d’Europe à Zagreb (Croatie)
  - Vainqueur du Top 12 national – Cholet
  - Médaille de Bronze Double (Cédric Cabestany) – Internationaux du Japon
  - Médaille d’argent Double (Oh Sang-Eun – Kor) – Internationaux du Danemark
- 2001
  - Médaille de Bronze Double (Michel Martinez) - Internationaux du Qatar
  - Médaille d’Or Double (Jean-Philippe Gatien) – Internationaux de Croatie
  - Vice-champion de France Simple – Agen
  - Champion de France Double (Jean-Philippe Gatien) – Agen
  - Médaille de Bronze Double (Damien Éloi) - Internationaux du Japon
- 2000
  -  CHAMPION D’EUROPE DE DOUBLE (Jean-Philippe Gatien) - Brême
  - Médaille d'Argent Double (Jean-Philippe Gatien) - Finale ITTF Pro Tour – Sydney
  - Vice-champion de France Simple – Dijon
  - Vice-champion de France Double (Jean-Philippe Gatien) – Dijon
  -  MÉDAILLE DE BRONZE - JEUX OLYMPIQUES (Jean-Philippe Gatien) – Sydney
  - Médaille d’argent Double (Jean-Philippe Gatien) – Internationaux de France (Toulouse)
- 1999
  - Médaille d’Or Double (Jean-Philippe Gatien) – Internationaux de Croatie
  -  Vice-champion de France Simple – Clermont-Ferrand
  - Champion de France Double (Jean-Philippe Gatien) – Clermont-Ferrand
  - Médaille de Bronze Double (Jean-Philippe Gatien) – Internationaux du Japon
  - Médaille d’Or Double (Jean-Philippe Gatien) – Internationaux de Suède
- 1998
  - Médaille de Bronze Coupe d'Europe des Nations
  - Médaille de Bronze Double (Christophe Legoût) - Finale de l'ITTF Pro-Tour
  - Vainqueur de la Ligue Européenne Joola Messieurs Super Division
  -  CHAMPION D’EUROPE PAR ÉQUIPES – Eindhoven
  -  Champion de France Simple – Amiens
  - Champion de France Double (Christophe Legoût) – Amiens
  - Médaille de Bronze Double (Christophe Legoût) – Internationaux de Malaisie
  - Médaille de Bronze Simple – Internationaux du Japon
  - Médaille de Bronze Simple – Internationaux de Yougoslavie
  - Médaille d’Argent Double (Jean-Philippe Gatien) – Internationaux du Liban
  - Médaille d’Or en Double (Jean-Philippe Gatien) – Internationaux d’Italie
- 1997
  - Médaille d’Or Double (Christophe Legoût) - Internationaux d’Angleterre
  - Médaille de Bronze - Coupe d’Europe des Nations - Karlsruhe (Allemagne)
  - Médaille d'Argent Top 12 National
  - Médaille d'Argent Double (Christophe Legoût) - Championnats de France – Marseille
  -  Vice champion du Monde par Equipes - Manchester
- 1996
  - Vice-Champion d'Europe par Equipes – Bratislava
  - Vainqueur de la Coupe d'Europe des Nations – Bayreuth
  -  Champion de France Double (Christophe Legoût) – Levallois-Perret
  - Médaille d'Or Double (Christophe Legoût) - Internationaux d'Italie
  - Médaille d'Argent Double (Christophe Legoût) - Internationaux de France
  - Participation aux J.O. d’Atlanta
- 1995
  - Vainqueur avec Levallois UTT de la Coupe d'Europe des Clubs Champions
  - Vice-champion de France Double (Olivier Marmurek) – Cholet
  - Médaille de Bronze par Équipes - Championnats du Monde – Tianjin
- 1994
  - Médaille d'Argent par Équipes - Coupe d'Europe des Nations à Karlskrona
  - Vice-champion de France Simple – Saint Maur
  - Médaille de Bronze Double (Nicolas Châtelain) – Championnats de France – Saint Maur
  - Vice-champion de France Double Mixte (C Creuze) - Saint Maur
  -  CHAMPION D’EUROPE PAR ÉQUIPES – Birmingham
  - Médaille de Bronze Simple - Championnats d'Europe – Birmingham
- 1993
  - Médaille de Bronze Simple - Championnats de France – Saint Chamond
  - Champion de France Double (Nicolas Châtelain) – Saint Chamond
  - Médaille de Bronze Double Mixte (Caroline Creuze) - Championnats de France – Saint Chamond
  - Médaille de Bronze Simple - Jeux Méditerranéens - Mèze
  - Médaille d'Or Double Messieurs (Olivier Marmurek) - Jeux Méditerranéens - Mèze
- 1992
  - Vice-champion de France Double Mixte (Caroline Creuze) - Saint Maur
  - Médaille d'Argent par Équipes - Coupe d'Europe des Nations
  - Médaille de Bronze par Équipes - Championnats d'Europe
  - Champion du Monde Universitaire Double et par Équipes
  - Vice - Champion du Monde Universitaires Simple
  - Participation aux J.O. de Barcelone
- 1991
  - Médaille de Bronze Simple - Championnats de France – Pontoise
  - Champion de France Double (Olivier Marmurek) – Pontoise
  - Médaille d'Argent Double et Médaille d'Or par équipes - Internationaux de Pologne
- 1990
  - Champion de France Double (Olivier Marmurek) – Poitiers

### Entraîneur
- 2010
  - Champion de France avec Levallois SC TT
  - Finaliste de l'ETTU Cup avec Levallois SC TT

## Clubs successifs
- Depuis 2008 : Levallois SC TT
- 2006 - 2008 : AS Pontoise-Cergy TT
- 2002 - 2006 : Royal Villette Charleroi (Belgique)
- 1992 - 2002 : Levallois SC TT
- 1983 - 1992 : Espérance de Reuilly
- Ris-Orangis